# Eichmann (2007)
Eichmann ist ein ungarisch-britischer Film von Robert Young aus dem Jahr 2007.

## Inhalt
Die Nachricht von der Verhaftung Adolf Eichmanns löst in Israel Jubel aus. Sein Verhör führt der israelische Polizeibeamte Avner Werner Less durch, was zunehmend zu Konflikten mit seiner Frau führt. Sie ist um die Sicherheit der Familie und vor allem der beiden gemeinsamen Kinder besorgt. Zudem leidet sie an Poliomyelitis und ist dem auf sie zukommenden Stress nicht gewachsen.
Avner befragt Eichmann täglich zu seinen politischen Überzeugungen, zu einzelnen Taten und seinen Befugnissen im Dritten Reich. Eichmann bestreitet, in einer leitenden Position tätig gewesen zu sein. Er erinnert sich an seine Affären, unter anderem mit der Jüdin Ann Marie Schmidt, und der gnadenlosen Baroness Ingrid van Ihama, vor deren Augen er sogar ein Baby erschießen sollte. Als bei Nachforschungen zu den Taten Eichmanns herauskommt, dass er auch Avners Vater nach Auschwitz deportieren und dadurch ermorden ließ, zieht Minister Tormer Avner nicht von der Befragung ab, sondern drängt ihn nur, Eichmann schnell zu einem Geständnis zu bringen. Auch eine amerikanische Zeitung hat von Avners Vater erfahren und will ein Exklusivinterview. Avner bittet sie, ihm noch zwei Wochen Befragungszeit zu geben, bevor die Zeitung das Schicksal seines Vaters veröffentlicht. Es gelingt Avner schließlich innerhalb von zwei Wochen zu beweisen, dass Eichmanns Aussagen Lügen sind. Der hatte behauptet, immer nur Heinrich Himmlers Befehlen gefolgt zu sein und damit am Ende auch nur blind den Befehlen Adolf Hitlers gehorcht zu haben. Avner jedoch kann ihm Schriftstücke vorlegen, die beweisen, dass er sich in entscheidenden Fällen wissentlich über Himmlers Verbote hinweggesetzt und selbst Befehle zu Verbrechen erteilt hat.
Eichmann wird nach dem siebenmonatigen Verhör durch Avner der Prozess gemacht und anschließend hingerichtet. Avner hat nun wieder mehr Zeit, sich um seine Familie zu kümmern, zumal sich der Gesundheitszustand seiner Frau während der letzten Monate so verschlechtert hatte, dass sie ins Krankenhaus eingeliefert werden musste.

## Produktion
Der Film beruht auf Untersuchungsergebnissen während des Eichmann-Prozesses und Aussagen während der Verhöre vor Prozessbeginn. Eichmann wurde ab dem 20. November 2006 in Ungarn gedreht.
Der Film erlebte seine Uraufführung am 22. September 2007 auf dem Rio de Janeiro International Film Festival. In Deutschland kam er am 28. Mai 2009 auf DVD heraus.

## Kritik
Das Lexikon des internationalen Films bezeichnete Eichmann als „beachtlich besetzte[n] Fernseh-Film“. Er zeige „eindrucksvoll die beiden Protagonisten in kameratechnisch abgedunkelten, quälerischen Verhörsituationen, in denen sie sich belauern; zugleich versteigt er sich zu einigen spekulativen Szenen, die historisch nicht belegt sind und lediglich Hollywood-Klischees bedienen.“

## Filmfehler
Zu Beginn des Films werden zwei Textauszüge aus dem „Dictionary of World History, Oxford Press“ gezeigt, die den Begriff „Holocaust“ und die Person „Eichmann“ erklären. Allerdings wird der Name Eichmanns falsch angegeben. Während der korrekte Name Otto Adolf Eichmann lautet, ist im Text „(Karl) Adolf Eichmann“ zu lesen. Karl Adolf war jedoch sein Vater.
Am Anfang des Verhörs spricht Less mit Eichmann über seinen zweitjüngsten Sohn Dieter, der angeblich nach dem SS-Offizier Dieter Wisliceny genannt werden solle. In der Szene wird aber nicht das Foto von Dieter, sondern von seinem Bruder Günther-Eberhardt Wisliceny, ebenfalls SS-Offizier, gezeigt. Weiters wird der Name im Film fälschlicherweise Wischlensky ausgesprochen.
Eine Landkarte in Avners Büro passt überhaupt nicht in die Zeit des Eichmann-Prozesses, sondern stellt Europa in den 1990er Jahren dar. Auf ihr ist bspw. Deutschland als wiedervereinigt dargestellt, Tschechien und die Slowakei sind getrennt und die Baltikumstaaten sind als eigenständige Staaten aufgeführt.